# Narr und Tod
Narr und Tod ist ein österreichischer Stummfilm aus dem Jahre 1920.

## Handlung
Der Bildhauer Peter Starling hat sich im Museum erschossen. Als der Museumsdirektor die Leiche untersucht, findet er ein Tagebuch, aus dessen Einträgen er den Grund für die Selbsttötung entnehmen kann: Einst war Starling bei einer Reise nach Ägypten auf eine Mumie und eine Papyrusrolle gestoßen und hatte beide Artefakte nach seiner Rückkehr dem Museum überlassen. Der Papyrusrolle mit der Keilschrift konnte Starling entnehmen, dass die Mumie, einst eine Königstochter, einst wiedererwachen und anschließend solange leben werde, wie es der Mumie gefällt. Starling beobachtete auch die Verwandlung von der Mumie zur Königstochter und stand bald im Bann der schönen „jungen“ Frau, die seine Sinne komplett verwirrte. Schließlich wurde die Wiedererwachte von einem gewissen Graf Galleen entführt. Starling folgte den beiden bis zurück ins Museum, schoss auf die Mumie und brachte sich anschließend um.

## Produktionsnotizen
Narr und Tod entstand im Frühjahr 1920. Der Film wurde am 18. Juni 1920 uraufgeführt. Der fünfaktige Film besaß eine Länge von 1500 bis 1738 Metern. In Deutschland konnte man Narr und Tod ab Juli 1920 in Berlins Passage-Theater Unter den Linden sehen.

## Kritik
Paimann’s Filmlisten resümierte damals: „Stoff, Photos und Szenerie sehr gut, Spiel ausgezeichnet.“